# Planocraniidae
Planocraniidae è una famiglia estinta di coccodrilli basali vissuti durante il Paleogene in Asia, Europa e Nord America. La famiglia venne creata da Li nel 1976 e contiene due generi, Boverisuchus e Planocrania. I planocraniidi erano coccodrilli altamente specializzati adattatisi a vivere sulla terraferma, sviluppando un'estesa armatura di osteodermi, lunghe zampe e artigli smussati, che ricordano degli zoccoli. Diverse analisi filogenetiche collocano i planocraniidi in una posizione basale all'interno di Crocodylia. Alcune di queste analisi rilevano che i planocraniidi si trovano appena fuori Brevirostres, il gruppo di coccodrilli che comprende alligatori, caimani e coccodrilli, ma non i gaviali. Si presume che i planocraniidi siano apparsi per la prima volta nel Cretaceo superiore, diverse decine di milioni di anni prima del loro più antico record fossile a noi noto. Tale ipotesi è suggerita dal fatta che i primi membri di Brevirostres comparvero durante il Campaniano, nel Cretaceo superiore, e Planocraniidae, essendo un outgroup di Brevirostres, deve essersi ramificato prima di ciò.

## Descrizione

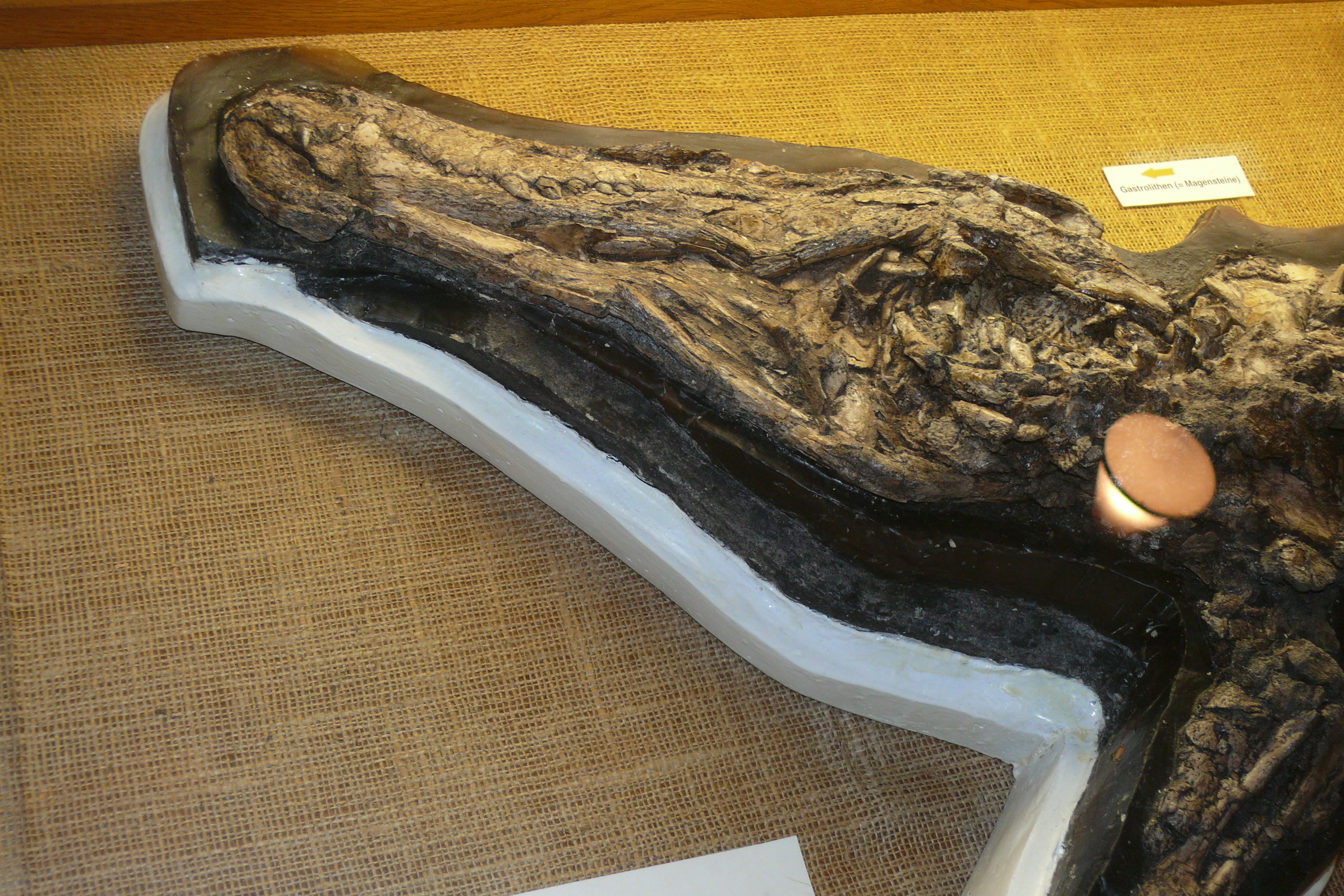
Cranio di Boverisuchus

I planocraniidi erano coccodrilli terrestri dotati di arti più lunghi rispetto alle moderne specie di coccodrilli. Potevano raggiungere una lunghezza massima di 2-3 metri (dai 6,6 ai 9,8 piedi). Scheletri quasi completi di Boverisuchus indicano che i planocraniidi erano più corazzati dei coccodrilli odierni, con placche ossee, chiamate osteodermi, strettamente intrecciati lungo la schiena, che racchiudevano completamente la coda e si estendevano lungo le zampe. Gli artigli erano corti e smussati, simili a zoccoli, suggerendo che i planocraniidi potessero essere unguligradi, ossia in grado di camminare sulla punta dei piedi, come i mammiferi ungulati. I punti di aggancio dei muscoli alle ossa delle gambe sono posizionati in punti diversi rispetto ai coccodrilli viventi, probabilmente come adattamento alla locomozione sulla terraferma.

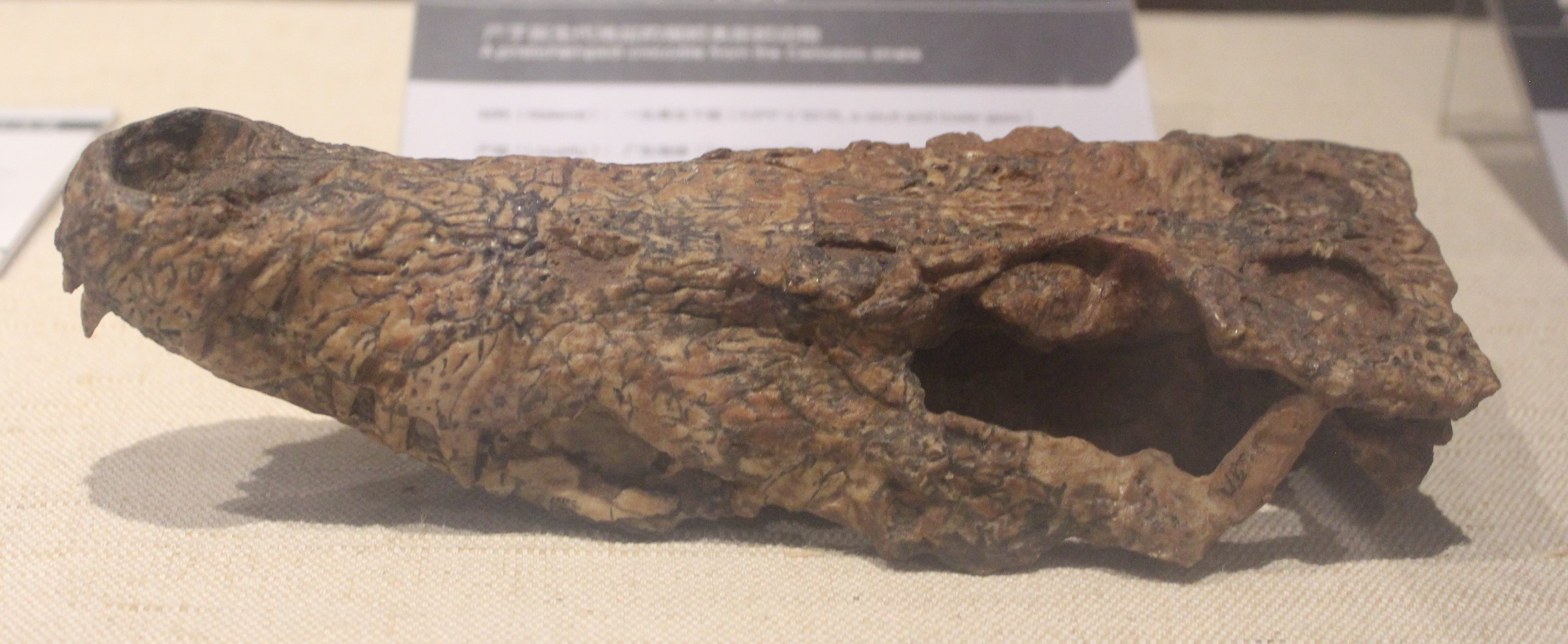
Cranio di Planocrania datangensis

Mentre la maggior parte dei coccodrilli ha crani appiattiti, i planocraniidi avevano crani alti e stretti (o compressi lateralmente). Anche i loro denti erano compressi lateralmente e non conici come quelli di altri coccodrilli. La combinazione di un cranio compresso lateralmente e denti compressi lateralmente è una condizione chiamata "ziphodontia". La condizione di ziphodontia è comune tra i crocodylomorphi non-crocodiliani terrestri che vissero nel Mesozoico, ma tra i coccodrilli è unica dei planocraniidi e dell'estinto coccodrillo australiano Quinkana (per il quale è stato ipotizzato uno stile di vita terrestre).
I denti della mascella si sovrapponevano completamente ai denti della mandibola quando le fauci era chiuse, dando ai planocraniidi un profile del muso simile a quello di un alligatore. I planocraniidi mostrano anche un solco tra l'osso premascellare e la mascella. Anche i coccodrilli viventi presentano questo solco, che, quando le fauci vengono chiuse, contiene il quarto dente della mandibola. Nei planocraniidi e altri crocodyloidi basali, il quarto dente è piccolo e non si adatta al solco.

## Pristichampsidae
Prima del 2013, il termine Pristichampsidae/Pristichampsinae veniva utilizzato per definire questa famiglia. Tuttavia, l'esemplare tipo di questo nome, Pristichampsus, è risultato non-diagnostico ed è ora considerato un nomen dubium. In quanto tale, Broch (2013) trasferì le altre specie collocate in Pristichampsus in Boverisuchus, e resuscitò il nome Planocraniidae per sostituire Pristichampsidae/Pristichampsinae come nome per il clade.